# ساكيشي تويودا
ساكيشي تويودا (باليابانية: 豊田 佐吉 Toyoda Sakichi) ؛ (14 فبراير 1867 - 30 أكتوبر 1930)، رجل صناعة ومخترع ياباني. تويودا تدل على أنه ملك مخترعين اليابان وهو مؤسس أعمال تويودا للنسيج الآلي. يُعرف أنه أبو النهضة الصناعية اليابانية، وهو أبو مؤسس شركة تويوتا للسيارات كيشيرو تويودا.
اخترع عدة أجهزة للنسيج وكان أهمها هي آلة النسيج الآلي وكان أهم ما يميزها هو توقفها الذاتي عن العمل عند حدوث مشكلة والتي أصبحت لاحقاً جزءًا من نظام إنتاج تويوتا.
طوًر ساكيشي مبدأ «5 لماذا؟» والذي يعني السؤال لماذا 5 مرات للوصول لمصدر المشكلة ثم وضع حل نهائي لهذه المشكلة وعدم رجوعها ثانية، يستخدم هذا المبدأ اليوم لحل المشاكل ورفع الجودة وتقليل التكلفة.